# Emphyleuscelus impressicollis
Emphyleuscelus impressicollis es una especie de coleóptero de la familia Attelabidae.

## Distribución geográfica
Habita en Brasil.